# Rafał Wilk

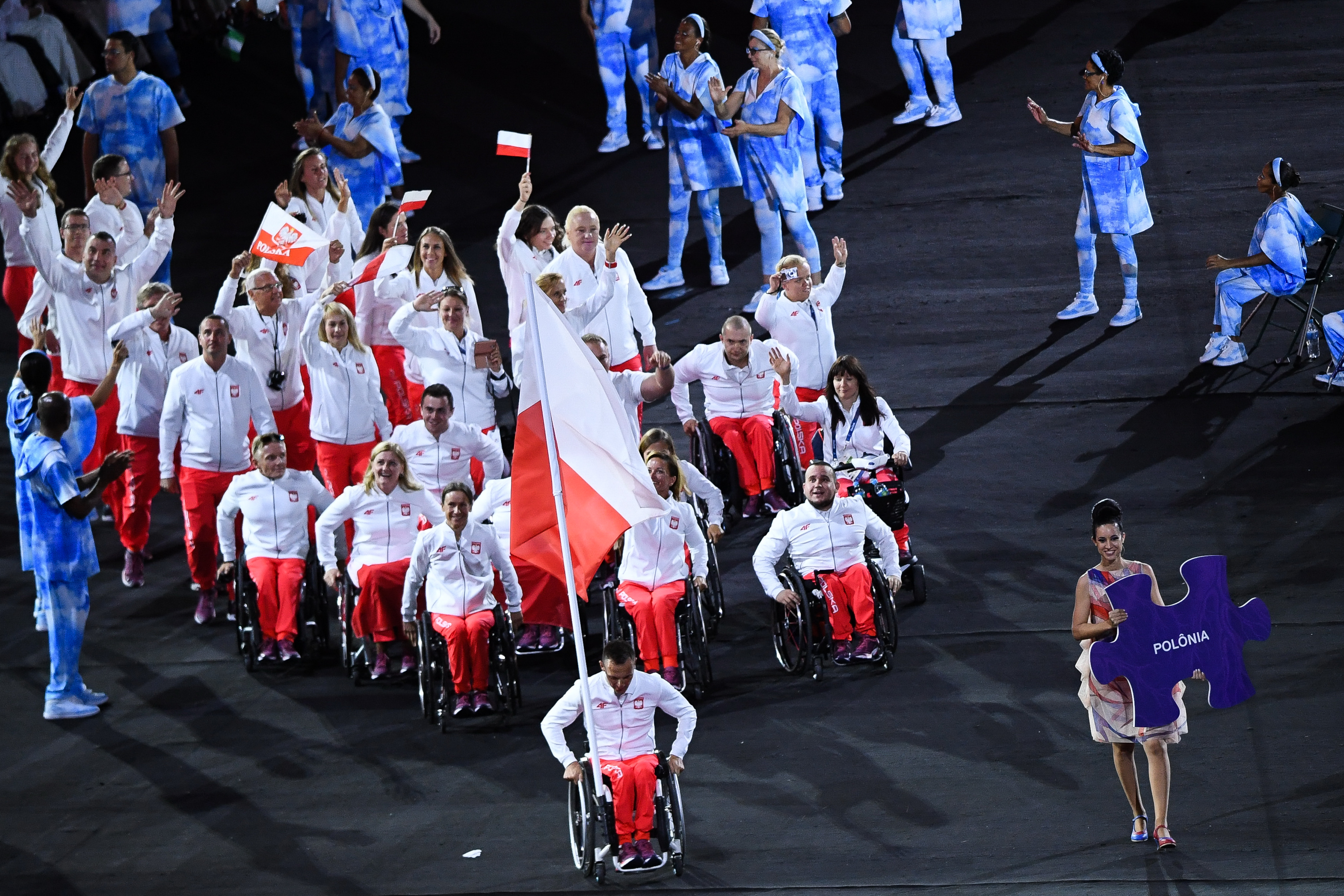
Bei der Eröffnungsfeier der Paralympics 2016 war Wilk Fahnenträger der polnischen Mannschaft

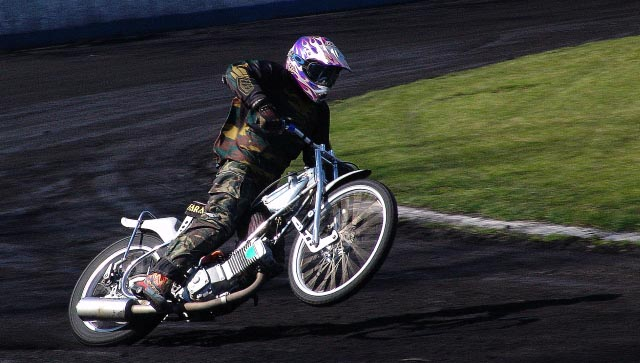
Wilk als Speedwayfahrer

Rafał Wilk (* 9. Dezember 1974 in Łańcut) ist ein polnischer Paracycler und ehemaliger Speedwayfahrer.

## Sportliche Laufbahn
1991 erhielt Rafał Wilk seine Lizenz als Speedwayfahrer; 1994 und 1995 gewann er die Jugendmannschaftsmeisterschaft von Polen. 2005 errang er bei den offenen ungarischen Meisterschaften die Silbermedaille im Einzelrennen.
Im Mai 2006 verunglückte Rafał Wilk bei einem Speedwayrennen in Krosno; dabei wurde er nach dem Sturz von einem 16-jährigen Klubkameraden überfahren. Er zog sich schwere Rückenmarksverletzungen zu, seitdem nutzt er einen Rollstuhl. 2010 begann er mit dem Training im Radsport sowie mit dem Monoski.
2011 startete Wilk als Handbiker in der Paracycling-Klasse H3 bei Straßenweltmeisterschaften und belegte Rang sechs im Zeitfahren sowie Rang sieben im Straßenrennen. 2013 wurde er erstmals Weltmeister, sowohl im Straßenrennen wie im Zeitfahren. Diesem Titel folgten weitere in den folgenden Jahren. Bei den Paralympics 2012 in London errang er zwei Goldmedaillen. 2016 in Rio de Janeiro war Wilk Fahnenträger der polnischen Mannschaft bei der Eröffnungsfeier im Maracanã und gewann Gold im Zeitfahren sowie Silber im Straßenrennen.

## Familie
Der Vater von Rafał Wilk, Jan Wilk, war ebenfalls ein in Polen populärer Speedwayfahrer. Er kam im März 2000 bei einem Verkehrsunfall ums Leben. Rafał Wilk ist verheiratet und hat drei Kinder (Stand 2018). Seine Töchter Gabriela und Wiktoria starteten als Turnerinnen für Polen.

## Ehrungen und Rezeption
2005 wurde Rafał Wilk als Speedwayfahrer zum „Sportler des Jahres“ von Krosno gewählt. 2012 wurde er Polens „Para-Athlet des Jahres“. 2013 wurde er mit dem Orden Polonia Restituta im Rang Offizier, 2016 mit demselben Orden im Rang Ritter ausgezeichnet und 2017 zum Ehrenbürger seines Wohnortes Rzeszów ernannt. 2013 wurde er zudem für seine Verdienste um die Woiwodschaft Karpatenvorland mit dem Zasłużony dla Województwa Podkarpackiego geehrt.
2014 wurde er in dem Dokumentarfilm Rafał Wilk – człowiek ze stali (Rafał Wilk – Mann aus Stahl) porträtiert.

## Engagement
Wilk begründete die Charity-Organisation There is one sport – Rafal Wilk Foundation zur Unterstützung von Para-Athleten.

## Erfolge
2012
- Paralympicssieger – Straßenrennen, Zeitfahren (H3)

2013
- Weltmeister – Straßenrennen, Zeitfahren (H3)

2014
- Weltmeister – Zeitfahren (H4)

2015
- Weltmeister – Straßenrennen, Zeitfahren (H4)

2016
- Paralympicssieger – Zeitfahren (H4)
- Paralympics – Straßenrennen (H4)

2017
- Weltmeisterschaft – Straßenrennen, Zeitfahren (H4)

2018
- Weltmeisterschaft – Straßenrennen
- Weltmeisterschaft – Zeitfahren

2022
- Weltmeisterschaft – Zeitfahren